# Vaszilij Vasziljevics Radlov
Vaszilij Vasziljevics Radlov (orosz nyelven: Василий Васильевич Радлов, német nevén: Friedrich Wilhelm Radloff) ( Berlin, 1837. január 17. – Petrograd, 1918. május 12.) Oroszországban dolgozó német származású nyelvész, turkológus és folklorista. Közép-ázsiai és szibériai népek, keleti török nyelvek és nyelvemlékek rendkívül felkészült kutatója. Néprajzzal, nyelvjárás-kutatással, lexikográfiával, régészettel egyaránt foglalkozott. Gazdag nyelvi és néprajzi gyűjtéseinek anyagát könyvek sorában adta közre. A szakemberek számára forrásműként különösen jelentősek szövegkiadásai és nagy török szótárának kötetei. Érdemeinek elismeréséül több más akadémia és tudós társaság mellett a Magyar Tudományos Akadémia 1888-ban külső, a Magyar Néprajzi Társaság pedig 1899-ben tiszteleti tagjai közé választotta.

## Élete
Berlini rendőr-tisztviselő fia volt. A középiskola elvégzése után, 1854-ben beiratkozott a berlini egyetem bölcsészeti karára, főtárgyául a filológiát választotta (egy évig Halléban is tanult). Elsajátította a történeti-összehasonlító nyelvészet módszerét, megismerkedett a tatár, a mongol, a mandzsu és a kínai nyelvekkel és irodalmakkal. Már az egyetemen ázsiai népek tudományos kutatását tűzte ki céljául. Miután eljegyezte későbbi feleségét és Jénában bölcsész doktori oklevelet szerzett, majd 1858 nyarán Szentpétervárra utazott.
1859-ben az Altaj-hegység lábánál fekvő Barnaulba érkezett, ahol elfoglalta a helyi bányásziskola német-latin tanári állását. Ezzel az állással együtt ugyanis az Altaj-vidék kutatására is lehetőséget kapott. 12 évet töltött Barnaulban, az akkori cári aranybányák központi városában (közben egy alkalommal, 1864 nyarán Moszkvába és hazájába is visszautazott). Nyaranként nagy koncepciójú anyaggyűjtő utakat tett, az év többi részében – a tanítás mellett – gyűjtéseit rendezte. Azok eredményeit az évek során híressé vált Proben der Volkslitteratur...-kötetekben adta közre.
1871-ben (vagy 1872-ben) lejárt kétszer ötéves utazási ösztöndíja és visszaindult Szentpétervárra. Közben útba ejtette Kazanyt, mely a Volga-vidék és a tatárok tudományos központja volt, és felkereste Nyikolaj Ivanovics Ilminszkijt, a volgai tatár és kirgiz nyelvek ismerőjét, aki akkoriban a pravoszláv-tatár iskolák felügyelője volt. Ott ajánlatot kapott a hasonló, de muszlim-tatár népiskolák megszervezésére és felügyeletére. Rövid szentpétervári tartózkodás, majd egy európai tanulmányút után még abban az évben kinevezték "a kazanyi tankerület tatár, baskír és kirgiz iskoláinak felügyelőjévé". Életének következő 12 éve a muszlim-tatár iskolaügy megteremtésével, a tanítóképző felállításával, a tatár lakosság és az orosz hivatalnokok bizalmatlanságának leküzdésével, az alakuló népiskolák felügyeletével telt, de mindeközben maga is tanított. Tanítványai közül került ki a tatár kultúra és oktatásügy több későbbi neves képviselője. Gyűjtései anyagával azonban csak az 1880-as évek elején kezdhetett újból foglalkozni.
1884-ben a szentpétervári akadémia Radlovot rendes tagjai közé választotta, ezzel megkezdődött pályafutásának harmadik korszaka. Szentpétervárra költözhetett és tudományos munkával foglalkozhatott.
Megkezdte félretett, több kötetre terjedő kéziratainak sajtó alá rendezését, Bécsben a Kudatku Bilik néven ismert ujgur nyelvemlék fakszimile kiadását készítette elő. 1886-ban a Krímben tanulmányozta az ottani tatár nyelvjárásokat; a következő évben pedig a Krímből régebben kivándorolt, Litvániában és Volhíniában letelepedett tatár és karaita zsidó községeket is. 1885-től 1890-ig az akadémia Ázsiai Múzeumának igazgatója, 1894-től élete végéig az akadémia Antropológiai és Néprajzi Múzeumának igazgatója volt. Több nyugat-európai országban járt és az ottani múzeumok munkájával ismerkedett.
1902-ben a XIII. nemzetközi orientalista kongresszuson javaslatára megalakították a Nemzetközi Közép- és Kelet-ázsiai Társaságot (Association Internationale pour l'exploration de l'Asie Centrale et de 1'Extréme Orient), melynek egyes országokban önálló bizottságai szerveződtek. 1904-ben megalakult a Magyar Bizottság is, mely később számos tanulmányutat szervezett a csuvasokhoz, a baskírokhoz, a komikhoz és másokhoz. Radlov Szentpéterváron személyesen támogatta Munkácsi Bernát vogulokhoz tett utazásait, gróf Zichy Jenő keleti expedícióit, valamint Németh Gyula, Fokos-Fuchs Dávid, Baráthosi Balogh Benedek és mások keleti nyelvészeti és néprajzi kutatóútjait.

## Munkássága

### Barnauli gyűjtőútjai
- 1860: első útja az Altaj-hegységen át délkelet felé a Kamenka, Urusszul és Csuja folyók mentén a kínai határig vezetett. Nyelvi és népköltési, valamint az altaji tatárok pogány hit- és népéletére vonatkozó gyűjtéseket végzett.
- 1861: a Szalair-hegységen át a Kondoma, Lebegy és Bija folyók vonalán a Tyeleckoje-tóig ment, útján a teleutokkal foglalkozott. Tovább a Csulisman torkolatán át kínai területre ért, ahol a Kara-köl tájékán szojótokkal (szojonokkal) találkozott, akiknek nyelvéről és népi mivoltáról előtte alig tudtak valamit.
- 1862: a keleti kirgiz pusztákat és a kazah-kirgizeket kereste fel: Szemipalatyinszk, Sergiopol (Kazahsztánban, mai neve: Ajagoz) és Urdsar városokon át az Iszik-köl tó Karkara nevű mellékfolyójáig jutott, majd nyugat felé fordulva átkelt az Alatau-hegységen és Vernoje (Верный – a mai Almati, korábban Alma-Ata) városán át ért haza. Ekkor végzett először régészeti kutatásokat, melyek főként az altaj-vidéki régi sírokra irányultak.
- 1863: Minuszinszk, Krasznojarszk, Tomszk városokon át vezető körútján az Altaj keleti tájain az abakan, kizil és küárik nyelvjárásokat kutatta, folytatta régészeti vizsgálódásait is (bronzkori leletek).
- 1865: a Csuja és az Irtis felső folyása közt
- 1866: a Baraba-alföld keleti részén, az Om és az Irtis között
- 1867: az Irtis alsó folyása és a Tobol mentén tett nagy utazásokat
- 1868: Szemipalatyinszk, Vernij és Taskent városokon át bejárta a Szemirecsje („a Hét folyó”: a Balkas-tó déli partjai és a Tien-san-hegység közti vidék) északi részét, onnan Szamarkandba utazott, majd egy határrendezési bizottság tagjaként bejárta az Amu-darjába ömlő Zerafsan folyó középvölgyét; Szamarkandon és a homokos sivatagon át Taskent érintésével tért haza.
- 1869: Szemirecsje déli és keleti részeit, valamint a Balhas-tóba ömlő Ili folyó mellékén élő tarancsik nyelvét, folklórját kutatta. Az Isszik-köl tónál azonban mocsárláz fogta el, és csak ősszel tudott hazavergődni.
- 1870: utolsó ázsiai útja a Csuja forrásvidékén át délkelet felé vezetett és Hovd városig tartott.

### Tudományos munkái, kiadások
Ezekről a kutatóutakról Radlov gazdag nyelvi, néprajzi, földrajzi és régészeti anyagot gyűjtött és jelentésekben számolt be róluk az orosz földrajzi társaság közleményeiben (1868–1870). Eredményeit egy nagyszabású munkában, annak első részeként pedig népköltési gyűjteményét egy terjedelmes sorozatban kezdte el közölni:
- Proben der Volkslitteratur der türkischen Stümme Südsibiriens (a szentpétervári akadémia kiadásában). Ennek mindegyik kötete két részből áll: az egyik a szövegeket, a másik német fordításukat közli.
- A Proben der Volkslitteratur… első négy kötete Radlov működésének első korszakában jelent meg. Az első kötet (1866) az altaji és teleut nyelvjárásokat, illetve az első följegyzett népies szövegeket tartalmazza; a második (1868) főként hosszú hősregéket foglal magában; a harmadik (1870) gazdag kirgiz népköltési gyűjtemény (Kirgisische Mundarten); a negyedik (1872) a nyugat-szibériai tatárok körében gyűjtött regéket, meséket, dalokat gyűjti egybe.
- A Proben der Volkslitteratur… következő kötetei a szentpétervári korszakból valók. Az ötödik (1885) Dialect der Kara-Kirgisen (a kara-kirgiz nyelvjárás), a hatodik (1886) Dialekt der Tarantschi (a tarancsi nyelvjárás) alcímmel jelent meg. A Krímben tett utazásának eredményeit összegző hetedik kötet: Die Mundarten der Krym csak 1896-ban készült el.

A nagy munka második részeként – a népköltési gyűjtések után – az összes [akkor ismert] nyelvjárást összefoglaló szótárt, majd harmadiknak az összes nyelvjárásra kiterjedő összehasonlító nyelvtant szándékozott készíteni és kiadni. A második, szótári rész elkészült, de az összehasonlító nyelvtan az első szakasznál, a hangtannál abbamaradt.
Radlov Kazanyban töltött utolsó éveiben kezdett behatóbban foglalkozni nyelvészettel. Török hangtani tanulmányokat folytatott és híve lett az újgrammatikusok iskolájának, melynek egyik kimagasló képviselője Baudouin de Courtenay volt, a kazanyi egyetemen az indoeurópai összehasonlító nyelvészet tanára. Szentpéterváron folyamatosan dolgozott török szótárán és egyidejűleg a Kudatku Bilik c. ujgur nyelvemlék kiadásán. Nagy török szótárának első kötete 1888-ban jelent meg.
Egyéb irányú munkásságából kiemelhető Aus Sibirien (1884) című etnológiai jellegű könyve, amely közvetlen stílusa miatt a szélesebb olvasóközönséget is elérte. Ebben beszámol ázsiai utazásairól, a felkeresett népekről és nyelvi sokszínűségükről, néprajzi leírásokat ad, tanulmányt közöl a sámánizmusról, megosztja megfigyeléseit a lassú népbeolvadásról, a hagyományok szívósságáról, az új életviszonyok átalakító hatásairól.
Szibériai kutatóútjainak régészeti anyagát Szibirszkije drevnosztyi (Szibériai régiségek) című munkájában ismertette. Ő találta meg (1865-ben) és írta le elsőként a később híressé vált ún. paziriki régészeti kultúra első leleteit is egy kurgánban (Katanda falu mellett, az Altaj köztársaság Uszty-kokszai járásában). Radlov később is intenzíven foglalkozott régészettel. 1891 nyarán Nyikolaj Jadrincev és Dmitrij Klemenc neves régészek társaságában expedíciót vezetett Mongóliába az Orhon medencéjének átkutatására. Feladatai közé tartozott többek között Kara-Balgasun (Karabalgasun) egykori ujgur főváros romjainak, 8. századi türk fejedelmi síroknak és Dzsingisz kán utódai székvárosának, Karakorumnak helyén fekvő Erdeni Dzu kolostor régészeti fölvétele. Az expedíció eredményeit az 1890-es években publikálta.
1894-től ó-török feliratok tanulmányozásával is foglalkozott. A Vilhelm Thomsen által korábban megfejtett mongóliai türk feliratok helyes olvasatának és értelmezésének feladatát végezte el. 1897-ben Turfanból (ma: Kínában) előkerült több ujgur kéziratleletet is megfejtett és közölt. Az ujgur szövegkiadásokon kívül utolsó éveiben néhány nyelvészeti munkája is megjelent, többek között a jakut nyelvre vonatkozóan tett fontos megállapításokat (Die jakutische Sprache in ihrem Verhältnisse zu den Türksprachen).

## Fő műveiből
- Briefe aus dem Altai (közleménysorozat az Archiv für wissenschaftliche Kunde von Russland c. folyóirat 1860–1863. évfolyamaiban). Radlov kutatóútjai közben megkezdődött szakirodalmi munkásságának első terméke
- Proben der Volkslitteratur der türkischen Stämme Südsibiriens (Szentpétervár, 1866–1880, 6 kötet szöveg és 6 kötet fordítás)
- Vergleichende Grammatik der nördlichen Türksprachen (I. rész: Phonetik; Lipcse, 1882–1883)
- Szibirszkije drevnosztyi (Szibériai régiségek) (orosz nyelven, 1888–1902). Szibériai tanulmányútjainak régészeti eredményeit tartalmazó munka
- Das türkische Sprachmaterial des Codex Comanieus. Manuscript der Bibliothek der Marcus-Kirche in Venedig nach der Ausgabe des Grafen Kuun (1887). Ebben kritikai észrevételeket tett Kuun Gézának a Codex Cumanicus kiadásához fűzött megjegyzéseire és megállapította a kún nyelv helyét a török nyelvjárások sorában
- Versuch eines Wörterbuchs der türkischen Dialekte (4 kötet, 1888–1906-ban). Nagy török szótár; magában foglalja korábbi szótárak, a régi irodalom és népköltési gyűjtemények anyagát, továbbá a szerző szótári gyűjtéseit
- Aus Sibirien. [alcím:] Lose Blätter aus dem Tagebuche eines reisenden Linguisten (2 kötet, Lipcse, 1884; 2. kiadása: 1893). Népszerű stílusban írt útinaplók és vázlatok, különösen értékesnek tekintett etnológiai műve
  - Az első kötet Dél-Szibéria, a dzsungár vidék, az Altaj és a kirgiz puszta népeiről szól, ismerteti ezek történetét és néprajzi viszonyait
  - A második kötetben kiemelkedő a Sibirische Alterthümer c. fejezet, melyben a maga és mások észleletei nyomán leírja a Jenyiszej völgyének és az Altaj-vidéknek kő- és földhalom sírjait, tárgyi régiségeit
- Arbeiten der Orchon-Expedition. Atlas der Alterthümer der Mongolei (4 fólió füzet, 1892–1899), az Orhon mongóliai medencéje régészeti átkutatásának eredményeit foglalja magában
- Das Kudatku Bilik des Jusuf Chass-Hadschib aus Bálasagun (1. rész: 1891, 2. rész: 1910). A Kudatku Bilik című ujgur nyelvemlék kiadása ujgur betűkkel; utolsó fejezete az ujgur írás történetét és az ujgur nyelv hangrendszerét tárgyalja
- Alttürkische Studien (1909-től kezdve e gyűjtőcímen kiadott utolsó nyelvészeti munkái).